# Philippe Vigier (homme politique)
Cet article concerne l'homme politique. Pour l'historien, voir Philippe Vigier (historien).
Pour les articles homonymes, voir Vigier.
Philippe Vigier, né le 3 février 1958 à Valence (Drôme), est un homme politique français.
Maire de Cloyes-sur-le-Loir de 2001 à 2017 et député de la 4e circonscription d'Eure-et-Loir à partir de 2007, il est membre successivement de l'Union pour la démocratie française, des Centristes, de l'Union des démocrates et indépendants (UDI), puis du Mouvement démocrate (MoDem). 
Du 20 juillet 2023 au 11 janvier 2024, il est ministre délégué chargé des Outre-mer auprès du ministre de l'Intérieur et des Outre-mer, Gérald Darmanin, dans le gouvernement Élisabeth Borne.

## Parcours politique
Ancien membre de l'UDF, suppléant de Maurice Dousset aux législatives de 1997, il est conseiller régional du Centre de 1995 à 2014, maire de Cloyes (Eure-et-Loir) de 2001 à 2017 et député de la quatrième circonscription d'Eure-et-Loir depuis 2007.
Sur le plan national, Philippe Vigier est secrétaire général du Nouveau Centre entre juillet 2011 et avril 2014 ainsi que porte-parole de l'Union des démocrates et indépendants (UDI) à partir du 18 septembre 2012. Il est élu président du groupe UDI à l'Assemblée nationale le 15 avril 2014, en remplacement de Jean-Louis Borloo qui a renoncé à ses fonctions et mandats politiques pour raisons de santé. Il obtient 16 voix contre 12 pour son rival François Sauvadet (plus un vote blanc).
Désigné tête de liste de la liste d'union de la droite et du centre pour les élections régionales de 2015 dans le Centre-Val de Loire, Philippe Vigier est battu par François Bonneau (PS), président sortant du conseil régional, dans une triangulaire avec Philippe Loiseau (FN).
Dans les années 2015-2016, il crée le Campus des Champs du Possible à Châteaudun, voué à l'agriculture et au numérique, ; ce site est rebaptisé Xavier-Beulin en septembre 2017.
Il soutient Alain Juppé pour la primaire présidentielle des Républicains de 2016. Après la défaite de ce dernier, il devient l'un des porte-parole de François Fillon pour la campagne présidentielle.
Philippe Vigier quitte le groupe UDI, Agir et indépendants en octobre 2018 pour fonder Libertés et territoires. Il le copréside avec Bertrand Pancher jusqu'à son départ, en septembre 2020, avec deux autres députés, pour le groupe MoDem. Il rejoint ainsi la majorité quelques semaines après avoir écrit au président de l'Assemblée Richard Ferrand pour lui signifier que le groupe Libertés et territoires déclarait « appartenir à l'opposition ».
Chef de file du groupe MoDem sur la question des retraites, Philippe Vigier propose d'augmenter le temps de travail hebdomadaire afin de générer plus de cotisations sociales. L'idée est de « travailler un peu plus longtemps, un peu à l'image de la journée de solidarité, qui ne fait plus aucun débat aujourd'hui ».
Le 20 juillet 2023, il est nommé ministre chargé des Outre-mer auprès du ministre de l’Intérieur et des Outre-mer, Gérald Darmanin, dans le gouvernement Élisabeth Borne, en remplacement de Jean-François Carenco. Il n'est pas reconduit au gouvernement lors du remaniement du 11 janvier 2024. Pourtant, selon Mediapart, l'ancien ministre continue de bénéficier d’un logement de fonction et d’une voiture avec chauffeur, tout en organisant des « dîners privés » au sein du ministère.

## Parcours professionnel
- Biologiste, docteur en pharmacie, ancien interne des Hôpitaux de Paris[réf. souhaitée]
- Directeur des laboratoires d'analyses médicales de Bonneval, Brou et Châteaudun[réf. souhaitée]

## Mandats électifs
- 1995-1998 : maire-adjoint de Châteaudun ;
- 1995-2014 : conseiller régional du Centre (aujourd'hui Centre-Val de Loire). Il démissionne pour cause de cumul des mandats[14] ;
- 2001-2017 : maire de Cloyes-sur-le-Loir ;
- 2001-2016 : président de la communauté de communes des Trois-Rivières ;
- Depuis 2001 : président du syndicat du Pays Dunois ;
- Depuis 2007 : député de la quatrième circonscription d'Eure-et-Loir ;
- Depuis 2021 : conseiller régional du Centre-Val de Loire.

En juin 2007, il est candidat aux élections législatives avec Marc Guerrini, maire de Voves, pour suppléant.
Le 8 mai 2007, après le retrait du candidat UMP, Alain Venot, il confirme son ralliement à la majorité présidentielle de Nicolas Sarkozy, après avoir soutenu la candidature de François Bayrou au 1er tour de l'élection présidentielle, en cosignant l'appel de 22 députés UDF dans les colonnes du Figaro en faveur d'une alliance avec l'UMP. Le 1er juin 2007, il démissionne de sa fonction de président du groupe UDF au conseil régional du Centre. Candidat dans la quatrième circonscription, pour l'élection législative de juin 2007, il choisit Marc Guerrini comme suppléant, puis est élu dès le 1er tour avec 57,12 % des suffrages.
Lors des élections régionales de mars 2010, il est tête de liste départementale, en Eure-et-Loir, pour la liste UMP-Nouveau Centre conduite par Hervé Novelli.
En juin 2012, investi par l'UMP et le Nouveau Centre dans la quatrième circonscription, il est réélu au premier tour avec 50,72 % des suffrages. En juin 2017, investi par Les Républicains et l'UDI, il est réélu au second tour avec 70,38 % des voix.

## Autres responsabilités politiques
- 2001-2007 : membre du comité exécutif national de l'UDF ;
- 2002-2007 : président de la fédération UDF d'Eure-et-Loir ;
- 2008 : président du Nouveau Centre en Eure-et-Loir ;
- 2008-2011 : secrétaire général adjoint et porte-parole du Nouveau Centre ;
- 2011-2014 : secrétaire général et porte-parole du Nouveau Centre ;
- 2013-2017 : président de l'UDI en Eure-et-Loir.

Lorsque Yvan Lachaud est élu président du groupe Nouveau Centre à l'Assemblée nationale, ce dernier abandonne ses fonctions exécutives au sein du parti. Philippe Vigier, jusque-là son adjoint, le remplace au poste de secrétaire général. Il conserve en outre son mandat de porte-parole du mouvement.

## Résultats aux élections législatives
| Année | Nuance | Nuance | Circonscription   | 1er tour | 1er tour | 1er tour | 2d tour | 2d tour | 2d tour | Issue |
| Année | Nuance | Nuance | Circonscription   | Voix     | %        | Rang     | Voix    | %       | Rang    | Issue |
| ----- | ------ | ------ | ----------------- | -------- | -------- | -------- | ------- | ------- | ------- | ----- |
| 2007  |        | MAJ    | 4e d'Eure-et-Loir | 23 918   | 57,12    | 1er      |         |         |         | Élu   |
| 2012  |        | NCE    | 4e d'Eure-et-Loir | 20 603   | 50,72    | 1er      | Élu     |         |         |       |
| 2017  |        | UDI    | 4e d'Eure-et-Loir | 15 064   | 42,72    | 1er      | 20 685  | 70,38   | 1er     | Élu   |
| 2022  |        | ENS    | 4e d'Eure-et-Loir | 14 050   | 42,66    | 1er      | 17 671  | 60,16   | 1er     | Élu   |
| 2024  |        | ENS    | 4e d'Eure-et-Loir | 17 236   | 39,44    | 2e       | 22 542  | 51,74   | 1er     | Élu   |